# European Association for Distance Learning
Die European Association for Distance Learning (EADL) (deutsch: Europäische Gesellschaft für Fernstudien), bis 1999 Association of European Correspondence Schools (AECS), ist ein internationaler Fachverband privater Fernstudieninstitute und Fernhochschulen mit Sitz in Selby, Großbritannien.
Die Arbeit des Verbandes zielt darauf ab, sowohl die Qualität als auch die Akzeptanz des Fernunterrichts zu verbessern.
Innerhalb des EADL sind derzeit Fernlerninstitute und Fernhochschulen aus 21 Ländern organisiert, die meisten davon innerhalb der EU, aber auch in Island, Norwegen, der Ukraine, der Schweiz, Indien und der Türkei. Dazu zählen im deutschsprachigen Raum:
- APOLLON Hochschule der Gesundheitswirtschaft
- Civil Aviation Training Europe, Worms
- Europäische Fernhochschule Hamburg (Euro-FH)
- Proctorio, Unterföhring
- Institut für Lernsysteme (ILS)
- Studiengemeinschaft Darmstadt (SGD)
- Wilhelm Büchner Hochschule
- Comeniusakademie, Wieselburg
- Betriebswirtschaftliches Institut und Seminar Basel
- Institute for Mergers, Acquisitions and Alliances, Zürich